# Muchołówka żałobna
Muchołówka żałobna (Ficedula hypoleuca) – gatunek małego ptaka wędrownego z rodziny muchołówkowatych (Muscicapidae).

## Systematyka
Zwykle wyróżnia się trzy podgatunki F. hypoleuca:
- Ficedula hypoleuca hypoleuca – zachodnia i północna Europa do Uralu.
- Ficedula hypoleuca iberiae – Półwysep Iberyjski.
- Ficedula hypoleuca sibirica – zachodnia i południowo-środkowa Syberia.

Autorzy Handbook of the Birds of the World (a tym samym IUCN) jako czwarty podgatunek wyróżniają muchołówkę atlasową, zamieszkującą północno-zachodnią Afrykę, przez innych systematyków jest ona jednak uznawana za osobny gatunek Ficedula speculigera.

## Występowanie
Zamieszkuje zachodnią, północną, środkową i wschodnią Europę, od Hiszpanii i Wielkiej Brytanii przez środkową i zachodnią Syberię po góry Ałtaj. W północnej Afryce i na Półwyspie Iberyjskim znajdują się jej izolowane stanowiska. Wędrowny na duże odległości, przeloty w kwietniu i od sierpnia do września. Jesienne migracje trwają dłużej, toteż są łatwiej zauważalne. Zimuje w zachodniej i środkowej Afryce na północ od równika. Nie spotyka się jej we Włoszech, Grecji i Azji Mniejszej.
W Europie jej centrum areału znajduje się w zachodniej i w północnej części kontynentu, a we wschodnich i środkowych występuje na tych samych terenach, co muchołówka białoszyja. Przypuszcza się, że oba gatunki wywodzą się z pierwotnego przodka z okresu lodowcowego, któremu czwartorzędowy lądolód stworzył barierę w areale, na jakim żył. W ten sposób we wschodniej Europie utworzył się gatunek muchołówki białoszyjej, a na zachodzie – żałobnej. Obecnie na obszarze współwystępowania dochodzi do procesu odwrotnego. W Europie Środkowej tworzą się krzyżówki, mieszane pary obu gatunków (ze względu na ich współwystępowanie na tych terenach), które bez problemów wychowują pisklęta. W trakcie wyboru partnera nie ma zatem utrwalonych mechanizmów izolacyjnych, które by ograniczały się do jednego gatunku muchołówki. Mieszanego samca rozpoznaje się po śpiewie, który łączy w sobie elementy obu gatunków. W rozpoznaniu pomaga też ubarwienie – niepełna biała obroża na szyi.
Muchołówki żałobne z Niemiec, Czech i Polski mają nieco inną barwę niż pozostałe populacje – samce są z wierzchu szarobrązowe i przypominają samice. To dodatkowo utrudnia odróżnienie w terenie samca tego gatunku od samicy muchołówki białoszyjej.
W Polsce muchołówkę żałobną spotkać można na całym niżowym obszarze kraju. To średnio liczny ptak lęgowy. W górach dolatuje do 1100 m n.p.m. Rozmieszczona jest bardzo punktowo – obok obszarów o dużym zagęszczeniu występują tereny, gdzie jest praktycznie nieobecna. Dzięki wywieszaniu budek lęgowych jest częstsza w lasach gospodarczych. Spore jej ilości notuje się na przedmieściach i w śródmiejskich parkach. W czasie przelotów liczniejsza staje się na Wybrzeżu. Nie obserwuje się prób zimowania w kraju. Według szacunków Monitoringu Pospolitych Ptaków Lęgowych, w latach 2013–2018 populacja muchołówki żałobnej w Polsce liczyła 109–163 tysięcy par lęgowych.

## Charakterystyka

### Wygląd zewnętrzny

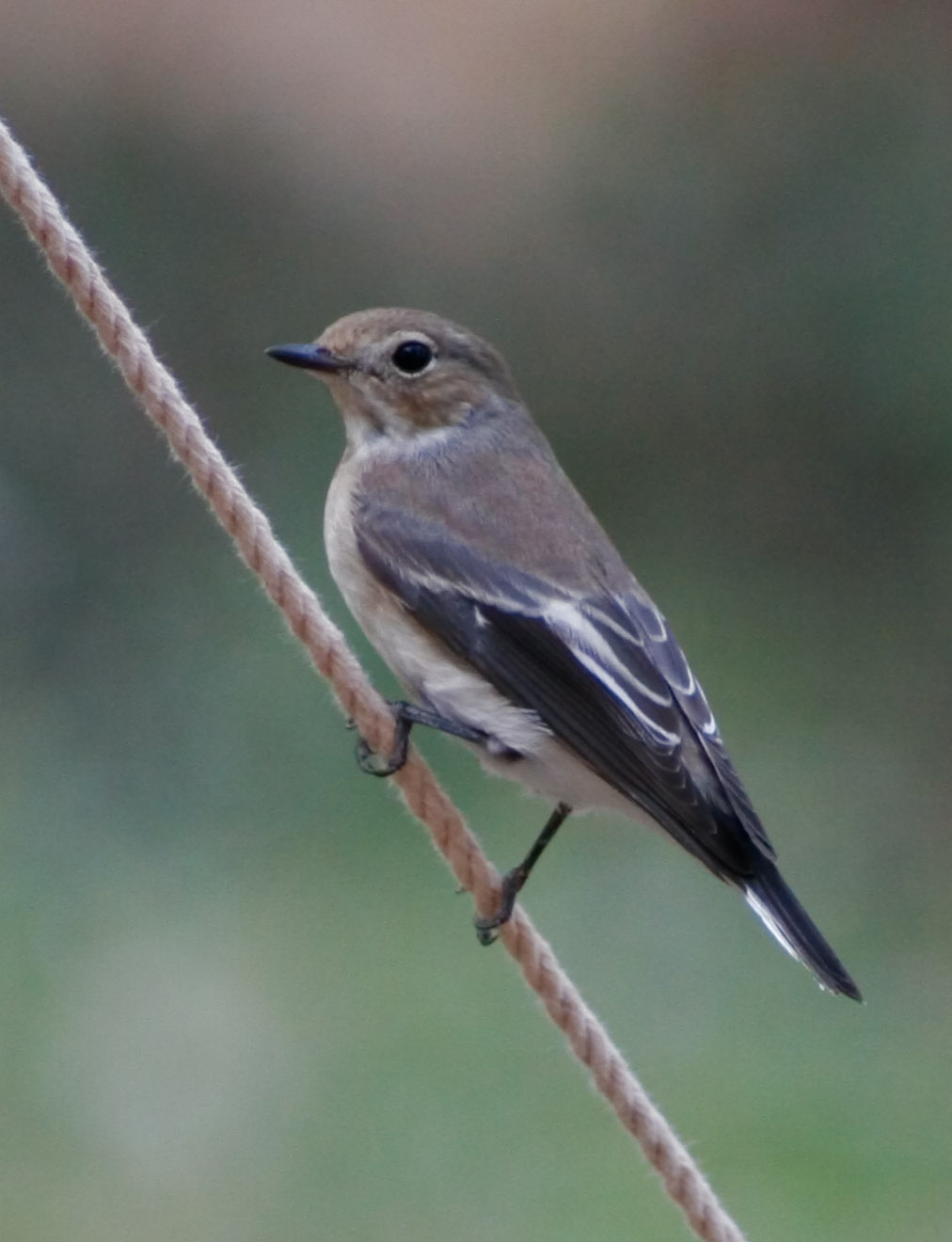
W okresie lęgowym samicę jest łatwo odróżnić od samca, Hiszpania

Muchołówka żałobna ma krępą, zaokrągloną sylwetkę, mocną budowę i krótki ogon. Wielkością ustępuje wróblowi. Samiec w szacie godowej ma czarny wierzch i biały spód. Ma na czole jedną lub dwie białe plamy, wyraźnie odcinające się od czerni głowy. Dziób i nogi ma czarne, a tęczówkę ciemnobrązową. Na czarnych skrzydłach duże białe plamy (przy nasadzie lotek pierwszorzędowych widać słabo białą kreskę). Ogon czarny, biało obrzeżony. W szacie spoczynkowej ciemne części upierzenia są szarobrązowe. Poza tym samce różnią się ubarwieniem w zależności od położenia geograficznego lęgowiska. Na wschodzie i południu obszaru występowania rzadziej występują czarne samce, a dominują szaro upierzone (te od samic różnią się rozmiarami białej plamy na skrzydłach). Na innych terenach populacje czarno ubarwionych samców przeważają i tylko wyjątkowo pojawiają się szare ptaki. Różnice pomiędzy obiema formami zanikają w szacie spoczynkowej, kiedy to samce przypominają samice. Samica podobna do samców w szacie spoczynkowej, szarobrązowa z białym brzuchem i beżowym nalotem, ale na skrzydłach ma mniej bieli. U obu płci widać białe krawędzie ogona, a ich wielkość ciała jest podobna.

Ptaki w szacie juwenilnej mają nakrapiany beżowo wierzch ciała i ciemno plamkowany spód.
W porównaniu z muchołówką białoszyją ma mniej białej barwy w upierzeniu. U samców nie ma białej obroży, a u obydwu płci jasne pole na skrzydłach jest mniejsze. Muchołówki żałobne mają biały kolor na zewnętrznych chorągiewkach lotek oraz proporcje długości drugiej i piątej lotki pierwszego rzędu są inne – lotka piąta jest dłuższa niż druga. Można to jednak zobaczyć jedynie trzymając osobnika w ręku.

### Rozmiary
długość ciałaok. 13 cm,
rozpiętość skrzydełok. 21–24 cm

### Masa ciała
ok. 9–15 g

### Głos

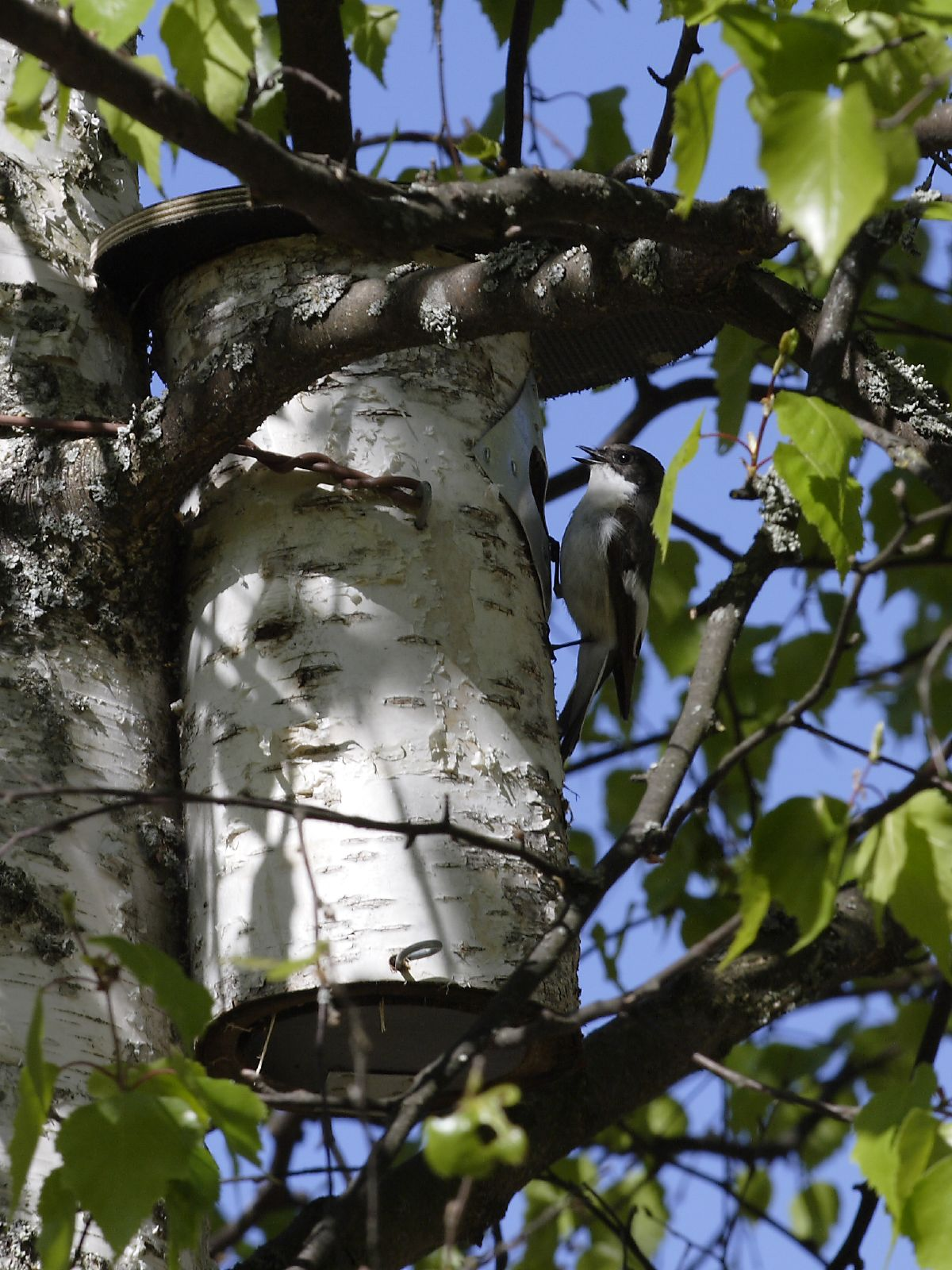
Muchołówki żałobne chętnie korzystają z budek lęgowych. Na zdjęciu samiec.

Wabi głośnym „łitt” lub „łi-tik”. Śpiew to rytmiczna sekwencja tonów o różnej wysokości, krótkich zwrotek z powtarzanymi melodyjnymi elementami „di wice wice” przechodzącymi w szczebiot z gwiżdżącym „diple diple” (podobnie śpiewa pleszka). Jest znacznie barwniejszy niż w wykonaniu muchołówki szarej, choć ma smutny motyw, od czego wzięła się nazwa gatunkowa. Śpiew samca w pobliżu dziupli trwa do czasu, aż samica się pojawi i wybierze partnera oraz miejsce na gniazdo. Wtedy melodia szybko cichnie.

Głos ostrzegawczy omawianej muchołówki różni się od wykonania muchołówki białoszyjej – ta pierwsza wydaje krótkie „bit bit”, a druga przeciągłe „siip siip”.

### Zachowanie
Poza okresem lęgowym skryta, przebywa w koronach drzew. Często kiwa ogonem i strzepuje skrzydłami. Zwinnie lata.

## Środowisko
To ptak typowo leśny. Zasiedla otwarte nasłonecznione stare lasy liściaste i mieszane ze skąpą warstwą ziół, a także zadrzewienia, stare parki, zagajniki, ogrody i sady owocowe (choć jest tam rzadsza). Północne populacje coraz częściej wybierają lasy iglaste. Unika wilgotnych stanowisk, preferując za to te cieplejsze z rosnącymi dziuplastymi drzewami. Nie odwiedza karmników, ale latem spotkać ją można przy wodopoju. Lokalną populację może zwiększyć wywieszanie budek lęgowych. W czasie przelotów licznie może się pojawiać w różnych środowiskach, choć najczęściej w lasach.

## Pożywienie
Owady (i ich larwy), które chwyta w locie lub ewentualnie zbiera z ziemi. Najchętniej wybiera pasikoniki i motyle. W przeciwieństwie do muchołówki szarej, po chwyceniu owada nie powraca na to samo miejsce, aby tam go zjeść. Jesienią chwyta też dżdżownice i jagody.
Na łów wyrusza z punktów obserwacyjnych, na których przesiaduje i wypatruje zdobyczy. Nagle podrywa się i pikuje na nią z góry. Inne stawonogi i drobne bezkręgowce zbiera z ziemi, gałęzi i drzew. Późnym latem, gdy na lęgowisku jest mało pokarmu lub w trakcie migracji na zimowiska, może też jeść nasiona i owoce, np. jagody.

## Okres lęgowy

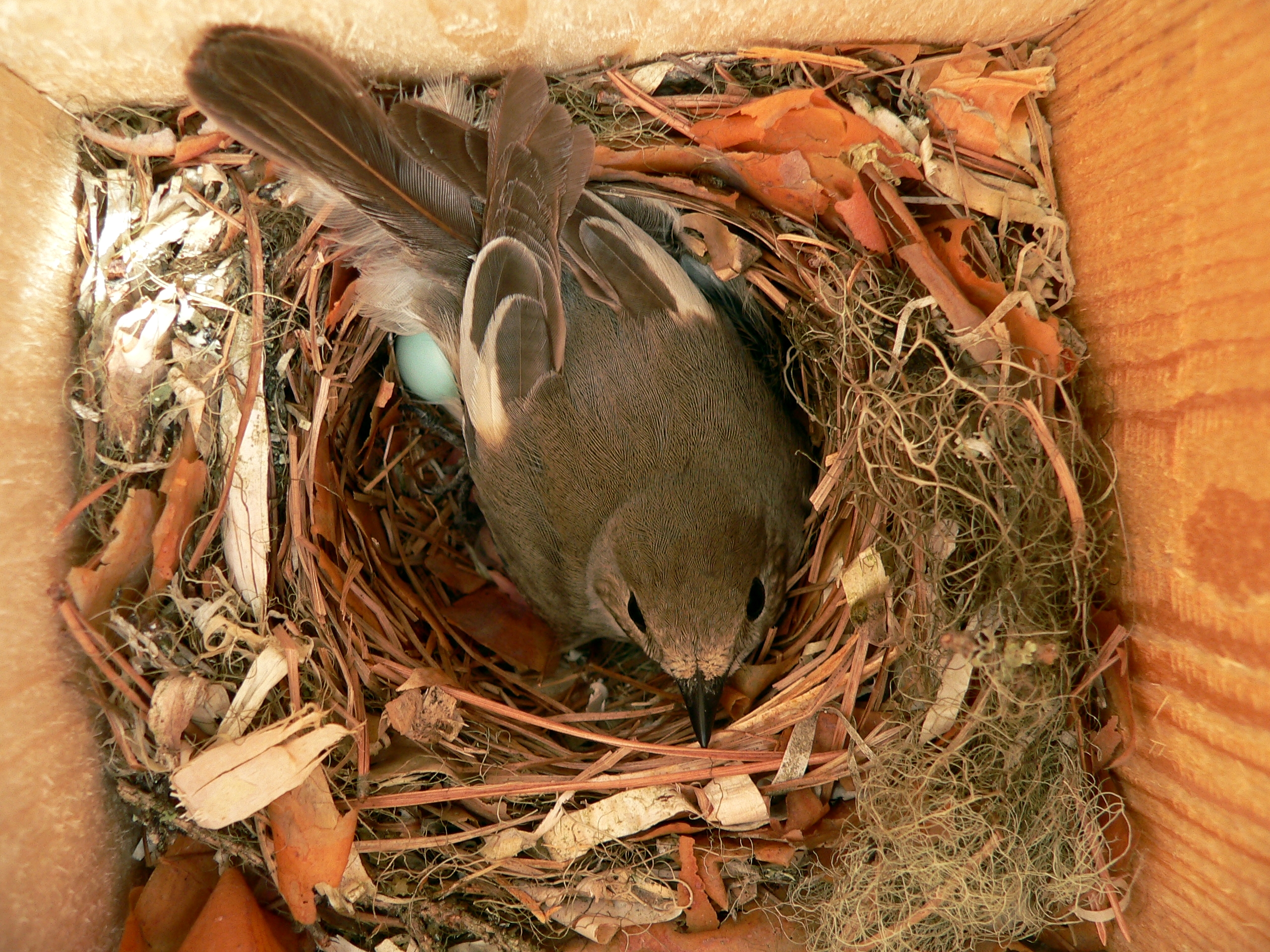
Samica na gnieździe w skrzynce lęgowej

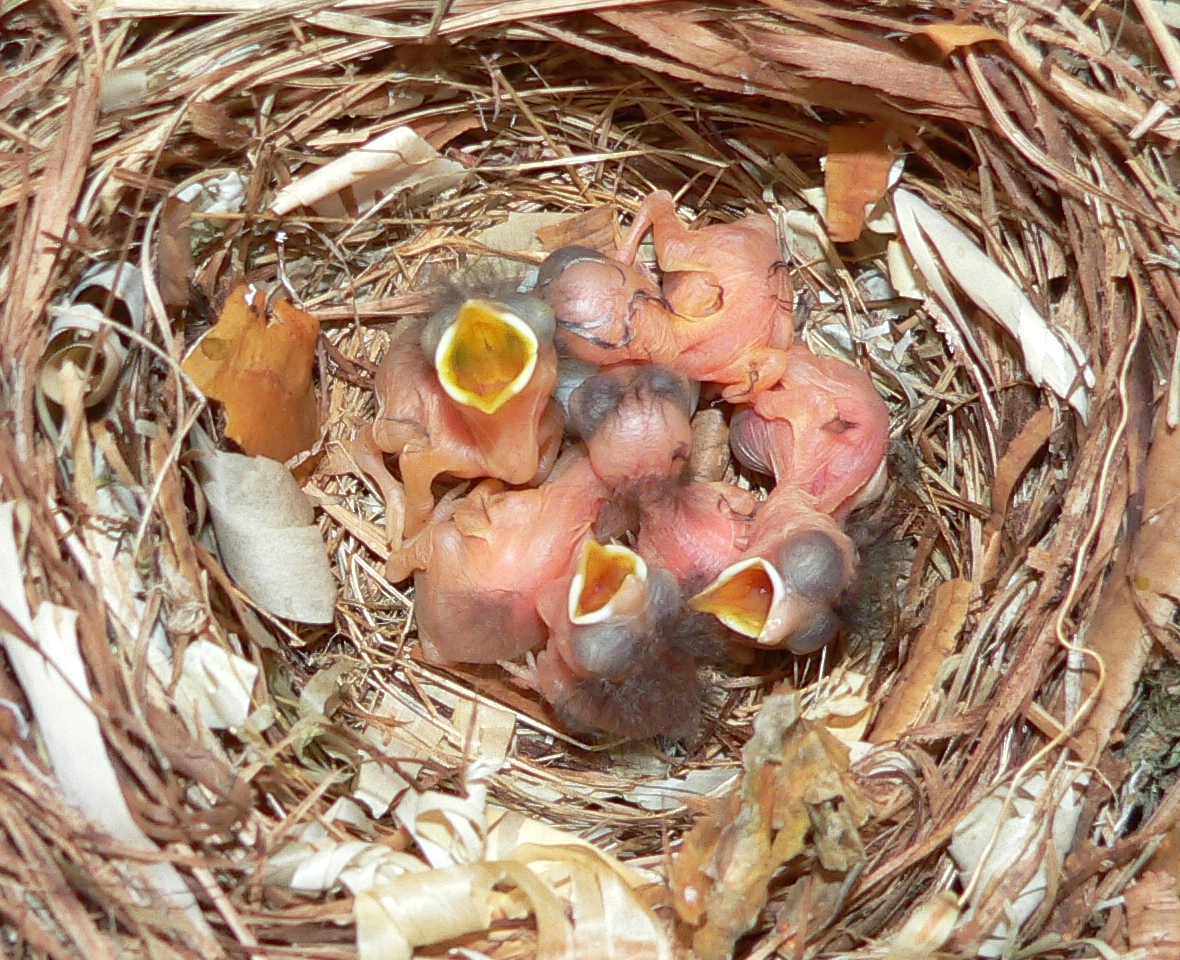
Żebrzące pisklęta w skrzynce lęgowej

### Toki
W ciągu roku wyprowadza jeden, rzadziej dwa lęgi, od kwietnia do czerwca. Samce pojawiają się pod koniec kwietnia, a samice tydzień później – pierwsze powracają na lęgowiska te silniejsze i bardziej doświadczone, przez co zajmują bardziej atrakcyjne dziuple, czekając na przylot samiczek. Następuje to parę dni później. Te, kiedy wrócą, dokonują inspekcji kolejnych dziupli, wokół których roztacza się śpiew samców.
Zaloty muchołówki żałobnej i białoszyjej są podobne (stąd krzyżówki), a ich głównym punktem jest śpiew. Samiec oblatuje wtedy wybraną dziuplę lub budkę lęgową, starając się zainteresować samicę swoim ubarwieniem. Samiec niekiedy zwabia do swojego rewiru więcej (do trzech) partnerek, zwłaszcza gdy zdążył zająć najlepsze terytorium do wydania potomstwa. W takim przypadku każdej wybiera gniazdo, gdzie ta znosi jaja i wychowuje pisklęta. Takie wielożeństwo u wróblowatych jest zjawiskiem wyjątkowym.

### Gniazdo
W dziupli drzewa lub otworach w ścianach, zwykle na wysokości kilku metrów. Wykorzystuje również skrzynki lęgowe (typu A1 zawieszone 2,5 metra nad ziemią). Gniazdo o luźnej konstrukcji, zbudowane z mchu, włókien, liści, łyka, suchej trawy, korzonków i pasków kory drzew iglastych, wyściełane piórami i sierścią. Pomimo że samiec wybiera miejsce na gniazdo, to samica zajmuje się jego budową, a potem wysiadywaniem.

### Jaja

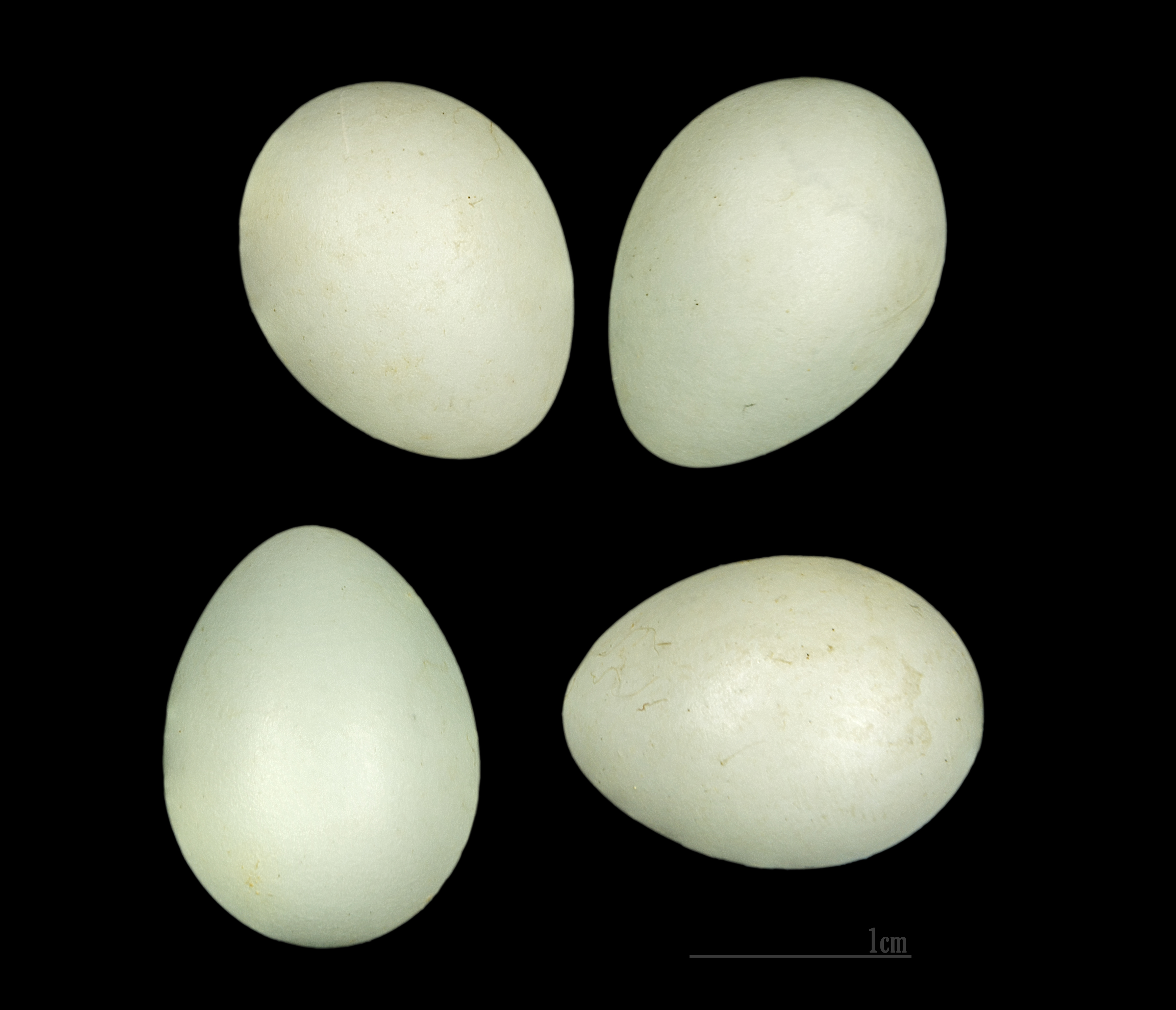
Jaja z kolekcji muzealnej

Samica składa zwykle 6–7 jaj, bladoniebieskich (czasem białawych) z czerwonawymi plamkami, o średnich wymiarach 17×13 mm.

### Wysiadywanie
Samica wysiaduje jaja przez 14–16 dni.

### Pisklęta
Młode, gniazdowniki, opuszczają gniazdo po 14–16 dniach. Wcześniej są karmione latającymi owadami i gąsienicami przez oboje rodziców.

## Status i ochrona
IUCN uznaje muchołówkę żałobną za gatunek najmniejszej troski (LC, Least Concern) nieprzerwanie od 1988 roku, nadal jednak za jej podgatunek traktuje muchołówkę atlasową z północno-zachodniej Afryki. Liczebność światowej populacji, obliczona w oparciu o szacunki organizacji BirdLife International dla Europy z 2015 roku, mieści się w przedziale 33–52 miliony dorosłych osobników. Globalny trend liczebności populacji uznawany jest za spadkowy.
Na terenie Polski muchołówka żałobna jest objęta ścisłą ochroną gatunkową. Na Czerwonej liście ptaków Polski została sklasyfikowana jako gatunek bliski zagrożenia (NT, Near Threatened) ze względu na obserwowany silny spadek liczebności.